# M.A.N
M.A.N (Massive Audio Nerve) var ett metalband från Göteborg. Bandet hette tidigare Transport League. Frontmannen Tony "Tony JJ" Jelencovich var tidigare sångare i Mnemic, B-Thong, Angel Blake med fler. Under 2006 turnerade M.A.N som förband åt gruppen Fear Factory. I mars 2007 släppte M.A.N sitt första album, Obey, Consume, Reject. Det andra albumet, Peaceenemy gavs ut av Sound Pollution 1 augusti 2008.

## Medlemmar
Senaste medlemmar
- Tony "JJ" Jelencovich – sång
- Markus "Mark Black" Fristedt – gitarr
- Robert "Rob" Hakemo – basgitarr
- Adde Larson – trummor

Tidigare medlemmar
- Andreas Engberg - trummor
- Martin Meyerman – gitarr
- Fredrik "Stitch" Blomberg – basgitarr
- Magnus 155 – trummor
- Nils Olsson – gitarr
- Robert "Robgus" / "Guz" Ritchiesse – gitarr

## Diskografi
Studioalbum
- 2007 – Obey, Consume, Reject
- 2008 – Peacenemy
- 2010 – Massive Audio Nerve
- 2013 – Cancer Vulgaris (som Massive Audio Nerve)

EP
- 2011 – Massive Audio Outtakes

Singlar
- 2008 – "My Own Sickness" / "Body Sewer" / "Kill It"